# Bavia modesta
Bavia modesta là một loài nhện trong họ Salticidae.
Loài này thuộc chi Bavia. Bavia modesta được Eugen von Keyserling miêu tả năm 1883.